# William de la Pole, I duca di Suffolk
William de la Pole, I duca di Suffolk, I marchese di Suffolk, IV conte di Suffolk (Cotton, 16 ottobre 1396 – Canale della Manica, 12 maggio 1450), fu comandante durante la guerra dei cent'anni e in seguito Lord Ciambellano d'Inghilterra.

## Biografia
William era il secondo figlio di Michael de la Pole, II conte di Suffolk e di Katharine de Stafford, figlia di  Hugh, II conte di Stafford, K.G.. A 19 anni fu ferito durante l'assedio di Harfleur (1415) nel corso del quale perse la vita il padre. Nello stesso anno il fratello Michael de la Pole, III conte di Suffolk fu ucciso nella battaglia di Azincourt William quindi succedette al titolo di duca di Suffolk.
Dopo la morte di Thomas Montacute, IV conte di Salisbury divenne secondo in comando delle truppe inglese nell'assedio di Orléans (1429); dopo la rinconquista della città da parte di Giovanna d'Arco ripiegò a  Jargeau dove fu costretto ad arrendersi il 12 giugno, rimase quindi per tre anni nelle prigioni di Carlo VII fino al rilascio nel 1431.
Al suo rientro nel Regno d'Inghilterra divenne stretto alleato del cardinale Henry Beaufort. La sua impresa più rilevante di questo periodo è la trattativa che portò al matrimonio fra Enrico VI e Margherita d'Angiò (1444), in seguito alla quale venne nominato marchese di Suffolk, la clausola segreta, contenuta nel contratto matrimoniale, che prevedeva la restituzione della Normandia alla Francia fu uno dei motivi della sua successiva caduta in disgrazia.

L'11 novembre 1430, (date sul certificato) sposò Alice (1404 - 1475, al terzo matrimonio), figlia di Thomas Chaucer di Ewelme, nella contea dell'Oxfordshire, e nipote del poeta Geoffrey Chaucer e di sua moglie Philippa Roet. 
Con la morte di Umfredo Plantageneto, duca di Gloucester (1447), e del cardinale Beaufort, Suffolk divenne il principale sostenitore del debole sovrano Enrico VI, in un arco temporale molto breve venne nominato ciambellano e Ammiraglio d'Inghilterra oltre a diverse altre cariche. Nel 1447 venne nominato conte di Pembroke e l'anno successivo duca di Suffolk.
Nei tre anni successivi si assistette alla progressiva perdita di tutti i possedimenti inglesi nel nord della Francia e William, a causa del contratto matrimoniale di Enrico VI, ne venne ritenuto responsabile. Il 28 gennaio 1450 fu arrestato e rinchiuso nella Torre di Londra, venne esiliato per cinque anni ma nel corso del viaggio verso la Francia la sua nave fu intercettata e venne decapitato e gettato in mare. Il suo corpo venne ritrovato su una spiaggia nei pressi di Dover e portato nel Suffolk, probabilmente a Wingfield dove venne sepolto.
Il suo unico figlio legittimo fu John de la Pole, II duca di Suffolk.